# You Love Us
You Love Us is de derde single van het muziekalbum Generation Terrorists van de Welshe alternatieve rockband Manic Street Preachers uit 1992.

## Tracks

### Cd
1. "You Love Us"
2. "A Vision of Dead Desire"
3. "We Her Majesty's Prisoners"
4. "It's So Easy" (live Guns N' Roses cover at London Marquee, 4 September 1991)

### 12"
1. "You Love Us"
2. "A Vision of Dead Desire"
3. "It's So Easy" (live Guns N' Roses cover at London Marquee, 4 September 1991)

### 7"/MC
1. "You Love Us"
2. "A Vision of Dead Desire"

## Heavenly-versie
Een alternatieve versie van de single werd al in 1991 uitgebracht onder contract van Heavenly Records. Deze versie begint met een sample van Krzysztof Penderecki's "Threnos" en eindigt met een sample van Iggy Pops "Lust for Life".

## Tracks

### Cd/12"
1. "You Love Us (Heavenly Version)"
2. "Spectators of Suicide (Heavenly Version)"
3. "Starlover (Heavenly Version)"
4. "Strip It Down (Live At Bath Moles)"

### 7"
1. "You Love Us (Heavenly Version)"
2. "Spectators of Suicide (Heavenly Version)"

### Beperkte oplage met één kant, 7"-vinyl (500 ex.)
1. "You Love Us (Heavenly Version Radio Edit)"